# Mirza (genre)
Pour l’article homonyme, voir Mirza.
Genre
Mirza, également appelé lémurien souris géante, est un genre de primates lemuriformes de la famille des Cheirogaleidés. Deux espèces ont été formellement décrites : microcèbe géant du Nord (Mirza zaza) et microcèbe de Coquerel (Mirza coquereli). Comme tous les autres lémuriens, ils sont originaires de Madagascar, où ils se trouvent dans les forêts décidues sèches de l'ouest et, plus au nord, dans la vallée de Sambirano et la péninsule de Sahamalaza.

## Historique
Décrits pour la première fois en 1867 comme une seule espèce, ils ont été regroupés avec les microcèbes et les lémurs nains. En 1870, le zoologiste britannique John Edward Gray les a affectés au genre Mirza. La classification n'est pas largement acceptée avant les années 1990, qui suivent la renaissance du genre, par le paléoanthropologue américain Ian Tattersall, en 1982. En 2005, la population du nord est déclarée nouvelle espèce, et en 2010, le Fonds mondial pour la nature annonce qu'une population du sud-ouest pourrait également être une nouvelle espèce.

## Caractéristiques
Les lémuriens Mirza sont environ trois fois plus gros que les microcèbes, ils pèsent environ 300 g et ont une longue queue touffue. Ils sont les plus proches des microcèbes au sein des Cheirogaleidés, une famille de petits lémuriens nocturnes. Les lémuriens Mirza dorment dans des nids pendant la journée et cherchent seuls, la nuit, des fruits, des gommes d'arbres, des insectes et des petits vertébrés. Contrairement à de nombreux autres Cheirogaleidés, ils n'entrent pas dans un état de torpeur pendant la saison sèche.

## Comportement
L'espèce du Nord est généralement plus sociale que l'espèce méridionale, en particulier au moment de la nidification, bien que les mâles et les femelles puissent former des couples. Elle a également une plus grande taille de testicules par rapport à sa taille corporelle parmi tous les primates et elle est atypique chez les lémuriens pour se reproduire toute l'année plutôt que de façon saisonnière. Les territoires vitaux se chevauchent souvent, les femelles apparentées vivant à proximité les unes des autres tandis que les mâles se dispersent. Les lémuriens Mirza sont vocaux, bien qu'ils marquent également les odeurs en utilisant la salive, l'urine et les sécrétions de la glande odorante anogénitale.
Leurs prédateurs comprennent la buse de Madagascar, le hibou malgache, le fossa et la mangouste à dix raies.

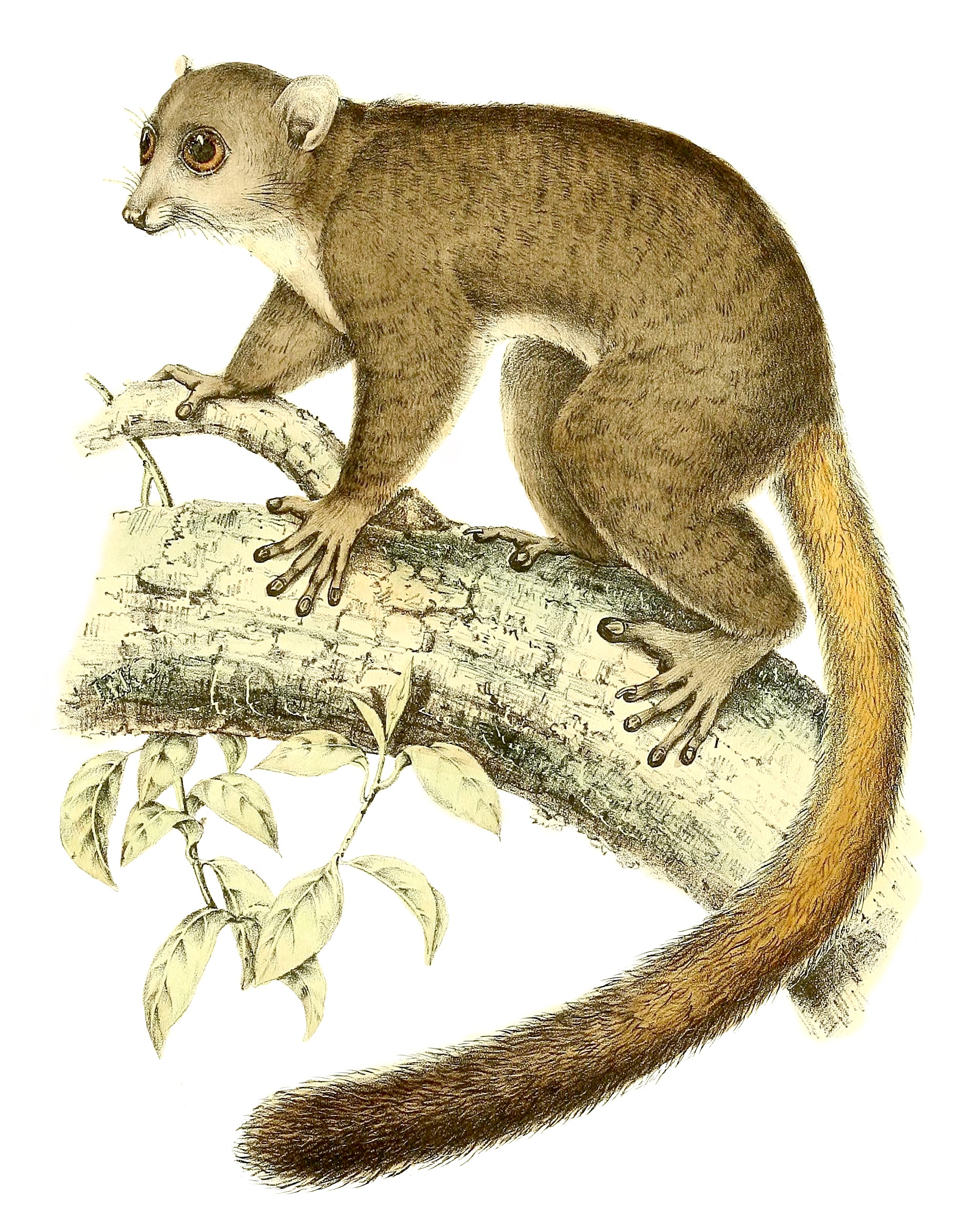
Mirza coquereli, dessin de 1868

## Reproduction
Mirza se reproduit une fois par an, qui donne deux descendants, nés après une gestation de 90 jours. Les bébés sont d'abord laissés dans le nid, pendant que la mère fourrage, mais sont ensuite portés par la bouche et parqués dans la végétation pendant qu'elle fourrage à proximité. En captivité, Mirza se reproduit toute l'année. On pense que leur durée de vie, dans la nature, est de cinq à six ans.

## Protection
Les deux espèces sont classées comme menacées d'extinction en raison de la destruction de leur habitat et de la chasse. Comme tous les lémuriens, ils sont protégées par l'annexe I de la CITES, qui en interdit le commerce. Bien qu'ils se reproduisent facilement, ils sont rarement maintenus en captivité. Le Duke Lemur Center coordonne la reproduction en captivité d'une collection importée de l'espèce nordique, qui est passée de six individus en 1982 à 62 individus en 1989, mais la population est tombée à six, en 2009, et n'est plus considérée comme une population reproductrice. 

## Liste des espèces
Selon MSW :
- Mirza coquereli - Microcèbe de Coquerel

Selon NCBI :
- Mirza coquereli - Microcèbe de Coquerel
- Mirza zaza - Microcèbe géant du Nord